# Sfax

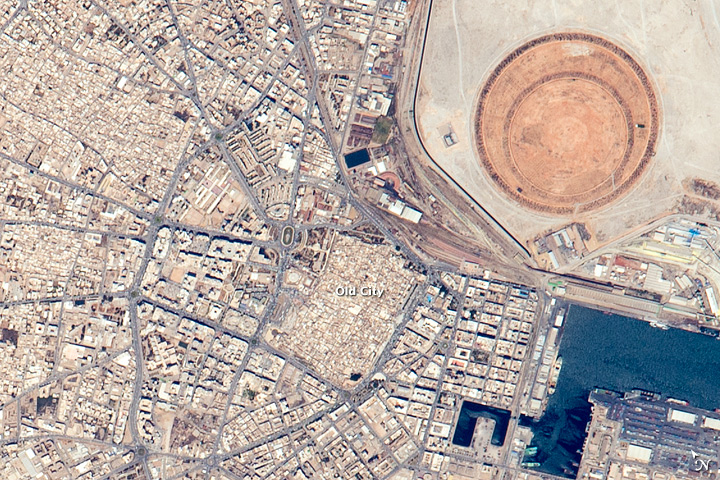
Satellitenfoto von 2015 der Medina von Sfax mit Teilen des Hafens und der kreisförmigen Geländestruktur des insgesamt 420 ha großen Taparura Entwicklungsprojekts, für das durch Ablagerung von Phosphorgips, einem Abfallprodukt der Phosphatgewinnung, 260 ha Neuland gewonnen wurden.

Sfax (arabisch صفاقس, DMG Ṣafāqus, Zentralatlas-Tamazight ⵙⵉⴼⴰⴽⵙ Sifaks) ist eine Hafen- und Industriestadt in Tunesien und Hauptstadt des Gouvernements Sfax. Sie liegt am Mittelmeer, ungefähr 270 km südlich von Tunis und ist heute mit rund 270.000 Einwohnern die zweitgrößte Stadt des Landes. Sie ist vor allem als Wirtschaftszentrum bekannt.

## Geschichte
Das antike Taparura wurde von den Römern ungefähr 3 km entfernt von der heutigen Stadt Sfax errichtet. Es blieben kaum Überreste erhalten. Als die Aghlabiden die Stadt im 9. Jahrhundert aufbauten, wurde Taparura als 'Steinbruch' genutzt. Das unter Hadrian zur Colonia erhobene Thaenae lag 12 km weiter südlich.
Die Etymologie des Namens ist unklar. Manche Quellen führen ihn auf eine Bezeichnung für ein Gurkengemüse der Region zurück. Andere vermuten, dass Sfaks in s fa ekez zerlegt werden kann, was auf Berberisch „derjenige, der die Überwachung ausdehnt“ bedeutet (die griechische Übersetzung Taphrouria bedeutet Überwachungsposten), das von Historikern wie Ptolemäus in Taphrura transkribiert wurde.
Die Stadt erlangte wirtschaftliche Bedeutung als Exporteur von Olivenöl und getrocknetem Fisch. Von 1148 an war sie vom normannischen König von Sizilien, Roger II., besetzt, welcher 1159 von den Almohaden unter Abd al-Mu'min vertrieben wurde. Ende des 17. Jahrhunderts kam die Händlerfamilie Fourati von Kerbala im Irak nach Sfax, von wo ein Familienzweig nach Tunis zog und dort Teil der Aristokratie wurde.
Bei der Eroberung durch französische Truppen 1881 wurde Sfax schwer beschädigt. Frankreich errichtete im Bardo-Vertrag ein „Protektorat“.
Im Zweiten Weltkrieg erlitt die Stadt 1942 und 1943 Schäden während der Schlacht um Tunesien zwischen den Achsenmächten und den Alliierten. Auf dem Friedhof der Commonwealth War Graves Commission in Sfax sind 1255 britische und westalliierte Gefallene des Zweiten Weltkriegs beerdigt.
Sfax ist ein Zielort für viele Migranten und Flüchtlinge aus zahlreichen anderen afrikanischen Staaten. Schlepper starten von dort mit Booten nach Lampedusa, Pantelleria, Sizilien und aufs italienische Festland. Die Europäische Union versucht, Tunesien dazu zu bewegen, mehr gegen irreguläre Migration in die EU zu tun. Tunesien überholte 2023 das unsichere Nachbarland Libyen als häufigster Ausgangspunkt für die Überquerung des Mittelmeers für Migranten. Sfax gilt dabei als einer der wichtigsten Häfen am Mittelmeer, von denen sich Migranten aus Afrika mit Booten auf den Weg machen, um sich Zutritt zu Europäischen Union zu verschaffen. Das führte im Sommer 2023 zu Protesten und Übergriffen von Einwohnern in Sfax, die sich von den Migranten aus Subsahara-Afrika bedroht fühlten.

## Wirtschaft und Infrastruktur

### Wirtschaft
Die Wirtschaft in der Region von Sfax basierte ursprünglich auf der Produktion von Olivenöl und der Fischerei. Seit dem Beginn der Gewinnung von Phosphat in den 1960er Jahren erlebt Sfax einen Aufschwung. Die Zahl verarbeitender Gewerbebetriebe nahm zu, begleitet vom schnellen Wachstum des Dienstleistungssektors und der Diversifikation der Landwirtschaft.
- Landwirtschaft: Die Region von Sfax ist bekannt für Oliven- und Mandelbäume. In der Region stehen ungefähr 6,1 Mio. Olivenbäume und 5 Mio. Mandelbäume. 40 % des tunesischen Olivenöls und 30 % der Mandeln werden in der Umgebung von Sfax produziert. Weniger verbreitet sind Gemüse- und Obstanbau. Die Viehzucht ist ebenfalls ein wichtiger Wirtschaftssektor und die Region ist der wichtigste Milchproduzent in Tunesien. Ungefähr 50 % der Geflügelproduktion in Tunesien kommt aus Sfax. In der Fischwirtschaft sichert Sfax mit einer jährlichen Produktion von 25.000 t 25 % der nationalen Produktion und 70 % der Exporte.
- Industrie: Mit 2300 Gewerbebetrieben und 16 Gewerbegebieten ist Sfax nach dem Großraum Tunis das zweite Industriezentrum in Tunesien. Die meisten Gewerbe sind in den Sektoren Nahrungsproduktion, Bauindustrie, Chemische Industrie (hauptsächlich Phosphatverarbeitung), Textilindustrie, Maschinenbau und Energie tätig. Es werden jährlich rund 1,2 Mio. Tonnen Erdöl und 1,7 Mrd. m³ Gas gefördert.
- Dienstleistungssektor: Rund 100.000 Beschäftigte sind in diesem Sektor tätig. Besonders der Handelssektor spielt dabei eine wichtige Rolle. Sfax gilt als Handelsmetropole; auch mit Libyen wird Handel getrieben.

### Verkehr

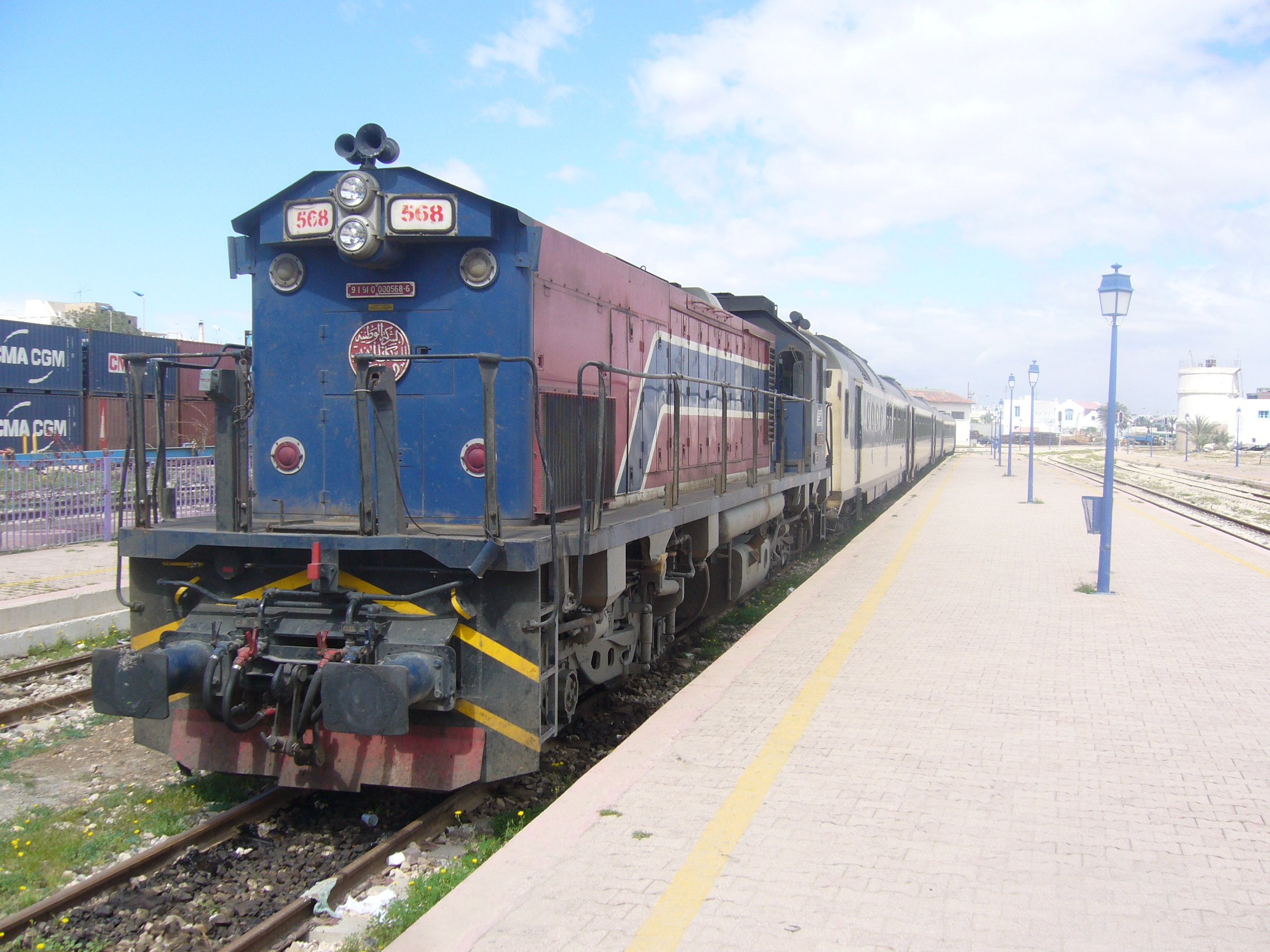
Diesellokomotive im Bahnhof von Sfax

- Autoverkehr: In Sfax führen die großen Straßen alle zum am Meer gelegenen Stadtzentrum. Mehrere Ringe um die Stadt tragen dazu bei, den Autoverkehr zu entlasten. Die Stadt hat die Struktur eines Spinnennetzes. Sfax ist mit den anderen Regionen des Landes durch die Landstraßen GP1, GP13, GP14 sowie andere Straßen verbunden. Sfax liegt am des Trans-African Highway 1, eine küstennahe Straße zwischen Dakar und Kairo.
- ÖPNV: Es gibt mehrere Buslinien zwischen dem Stadtzentrum und den Vororten sowie zwischen den Vororten. Auch Taxis sind ein wichtiges Verkehrsmittel.
- Schienenverkehr: Der SNCFT-Bahnhof von Sfax liegt an den Bahnstrecken Tunis-Sfax, Tunis-Gabès und Tunis-Gafsa-Tozeur, für die Tunis-Sfax die Hauptachse ist.
- Luftverkehr: 7 km vom Stadtzentrum entfernt liegt der internationale Flughafen Sfax-Thyna. Der Flughafen wird für Inlandsflüge sowie für Flüge nach Libyen, Frankreich und in der Haddsch-Saison auch nach Saudi-Arabien genutzt.
- Schiffsverkehr: Der Hafen von Sfax ist nach La Goulette der zweitgrößte des Landes. Er erstreckt sich über die gesamte Länge des Stadtzentrums. Hauptsächlich dient der Hafen dem Transport von Industrie- und Handelsgütern. Eine Fähre erkehrt zwischen Sfax und den 20 km entfernten Kerkenna-Inseln.

## Kultur und Sport

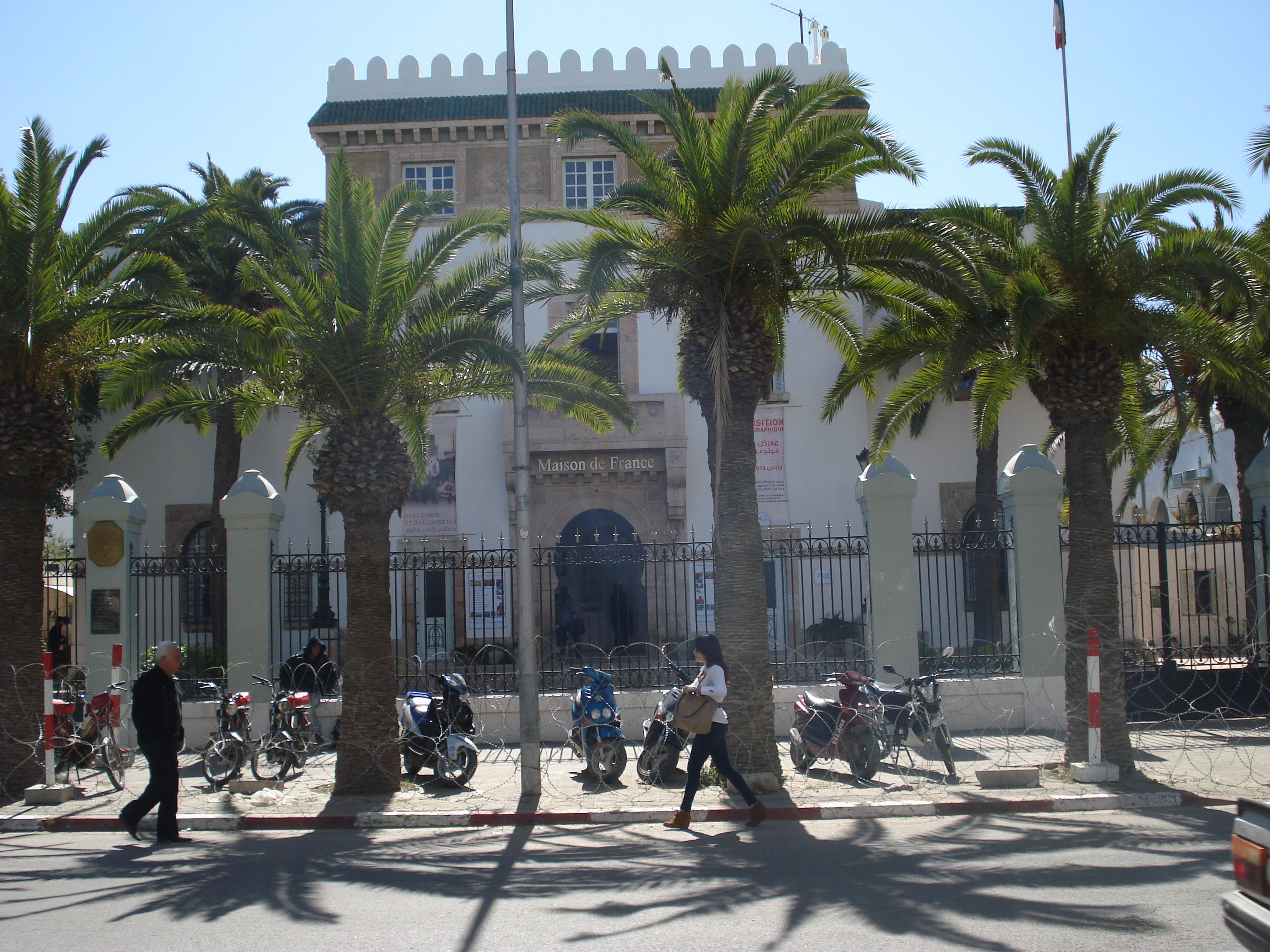
Maison de France

Ein Teil des Romans Les Choses (Die Dinge) von Georges Perec spielt im Sfax der 1960er Jahre. Dorthin fliehen die beiden Protagonisten des Romans, Sylvie und Jérôme.

### Museen
- Das Archäologische Museum enthält eine Sammlung von Mosaiken, Töpferwaren und Münzen aus der römischen Zeit, die in der Region gefunden wurden.
- Das „Dar Jellouli“ Museum der traditionellen Kunst ist in der Medina in einer Residenz aus dem 17. Jahrhundert untergebracht. Außer traditionellen Kleidungsstücken werden auch alte Holzkunstwerke und Haushaltsgegenstände ausgestellt.
- Das „La Kasbah“ Museum der traditionellen Architektur

### Sport
In Sfax bestehen 40 Sportvereine mit zusammen ungefähr 7200 Sportlern. Am verbreitetsten sind die Sportarten Fußball, Volleyball, Basketball, Handball, Tennis, Leichtathletik, Gewichtheben, Schwimmen, Judo und Boxen. Die bekanntesten Sportvereine der Stadt sind der Club Sportif Sfaxien, Sfax Railways Sports sowie Stade Sportif Sfaxien.
Sfax war Austragungsort der Fußball-Afrikameisterschaft 2004 und der Handball-Weltmeisterschaft der Herren 2005.

## Städtepartnerschaften
| Partnerstädte von Sfax sind - Dakar (Senegal), seit 1965 - Marburg (Deutschland), seit 1971 - Casablanca (Marokko), seit 1981 - Grenoble (Frankreich), seit 1998 - Oran (Algerien), seit 1989 - Machatschkala (Russland), seit 1990 | Kooperationsabkommen gibt es mit - Pilsen (Tschechien), seit 1999 - Shanyang (Volksrepublik China), seit 1999 - Alexandrien (Ägypten), seit 2001 - Villeurbanne (Frankreich), seit 2001 - Porto (Portugal), seit 2004 - Rom (Italien), seit 2004 - Barcelona (Spanien), seit 2004 |

## Söhne und Töchter der Stadt
- Pierre Guiraud (1912–1983), französischer Sprachwissenschaftler
- Domenico De Luca (1928–2006), katholischer Erzbischof und Diplomat
- Henriette Walter, geb. Saada (* 1929), französische Linguistin
- Mansour Moalla (* 1930), Politiker
- Majida Boulila (1931–1952), Aktivistin
- Brahim Konstantini (* 1932), Bildhauer und Stahlstecher
- Jean-Claude Golvin (* 1942), französischer Architekt und Archäologe
- Mohammed Ali Akid (1949–1979), Fußballspieler
- Max Azria (1949–2019), tunesisch-US-amerikanischer Modeschöpfer
- Hammadi Agrebi (1951–2020), Fußballspieler
- Luciano Di Napoli (* 1954), französischer Pianist und Dirigent
- Chochana Boukhobza (* 1959), französische Schriftstellerin
- Tom Dixon (* 1959), britischer Designer
- Elsa Cayat (1960–2015), französische Psychiaterin, Psychoanalytikerin und Kolumnistin
- Souad Abderrahim (* 1964), Politikerin, Bürgermeisterin von Tunis
- Mouna Karray (* 1970), Fotografin
- Skander Souayah (* 1972), Fußballspieler
- Amir Akrout (* 1983), Fußballspieler
- Kamel Zaiem (* 1983), Fußballspieler
- Amine Chermiti (* 1987), Fußballspieler
- Nihel Cheikh Rouhou (* 1987), Judoka
- Ali Abdi (* 1993), Fußballspieler
- Mohamed Gouaida (* 1993), tunesisch-französischer Fußballspieler
- Aymen Dahmen (* 1997), Fußballspieler

## Klimatabelle
|                       | Jan  | Feb  | Mär  | Apr  | Mai  | Jun  | Jul  | Aug  | Sep  | Okt  | Nov  | Dez  |   |      |
| Mittl. Tagesmax. (°C) | 16,7 | 18,0 | 19,5 | 21,8 | 25,4 | 28,9 | 32,0 | 32,2 | 29,8 | 26,0 | 21,4 | 17,6 | ⌀ | 24,1 |
| Mittl. Tagesmin. (°C) | 5,8  | 6,5  | 8,4  | 11,0 | 14,4 | 17,8 | 19,9 | 21,1 | 19,8 | 16,1 | 10,6 | 6,7  | ⌀ | 13,2 |
|                       |      |      |      |      |      |      |      |      |      |      |      |      |   |      |
| Niederschlag (mm)     | 23   | 19   | 23   | 18   | 9    | 4    | 2    | 6    | 24   | 56   | 23   | 29   | Σ | 236  |
|                       |      |      |      |      |      |      |      |      |      |      |      |      |   |      |
| Sonnenstunden (h/d)   | 6,4  | 7,2  | 7,7  | 8,6  | 10,0 | 11,1 | 12,2 | 11,2 | 9,1  | 7,8  | 7,0  | 6,3  | ⌀ | 8,7  |
|                       |      |      |      |      |      |      |      |      |      |      |      |      |   |      |
| Regentage (d)         | 3    | 3    | 4    | 3    | 3    | 1    | 0    | 1    | 3    | 4    | 4    | 3    | Σ | 32   |
|                       |      |      |      |      |      |      |      |      |      |      |      |      |   |      |
| Wassertemperatur (°C) | 15   | 14   | 15   | 17   | 19   | 20   | 24   | 26   | 26   | 24   | 20   | 16   | ⌀ | 19,7 |
|                       |      |      |      |      |      |      |      |      |      |      |      |      |   |      |
| Luftfeuchtigkeit (%)  | 65   | 63   | 63   | 63   | 62   | 60   | 59   | 63   | 65   | 66   | 65   | 66   | ⌀ | 63,3 |

| 5,8 |

| 6,5 |

| 8,4 |

| 11,0 |

| 14,4 |

| 17,8 |

| 19,9 |

| 21,1 |

| 19,8 |

| 16,1 |

| 10,6 |

| 6,7 |

| 5,8 |

| 6,5 |

| 8,4 |

| 11,0 |

| 14,4 |

| 17,8 |

| 19,9 |

| 21,1 |

| 19,8 |

| 16,1 |

| 10,6 |

| 6,7 |